# معاكس للمسيرة
يشير التوصيل المعاكس للمسيرة في المحور العصبي إلى التوصيل المعاكس للاتجاه الطبيعي (الاتجاه الأمامي للتوصيل العصبي). أي أنه يشير إلى التوصيل على طول المحور العصبي بعيداً عن نهايات المحور العصبي وباتجاه الجسم بالنسبة لمعظم الخلايا العصبية، يتم إزالة استقطاب الزوائد الشجرية، الجسم، المحاور العصبية لتشكيل جهد الفعل الذي يتحرك من نقطة البداية لإزالة الاستقطاب (بالقرب من جسم الخلية) على طول محور الخلية العصبية (الاتجاه الأمامي للتوصيل العصبي).غالباً ما يتم تحفيز التنشيط المضاد لسير التوصيل العصبي تجريبياً عن طريق التحفيز الكهربائي المباشر للهيكل المستهدف المفترض.غالباً ما يستخدم التنشيط المضاد لسيل التوصيل العصبي في بيئة المختبرات للتأكد من تسجيل الخلية العصبية من المشاريع إلى بنية الاهتمام.